# Griechischer Wacholder
Der Griechische Wacholder (Juniperus excelsa) ist eine Pflanzenart aus der Gattung der Wacholder (Juniperus) in der Familie der Zypressengewächse (Cupressaceae).

## Beschreibung

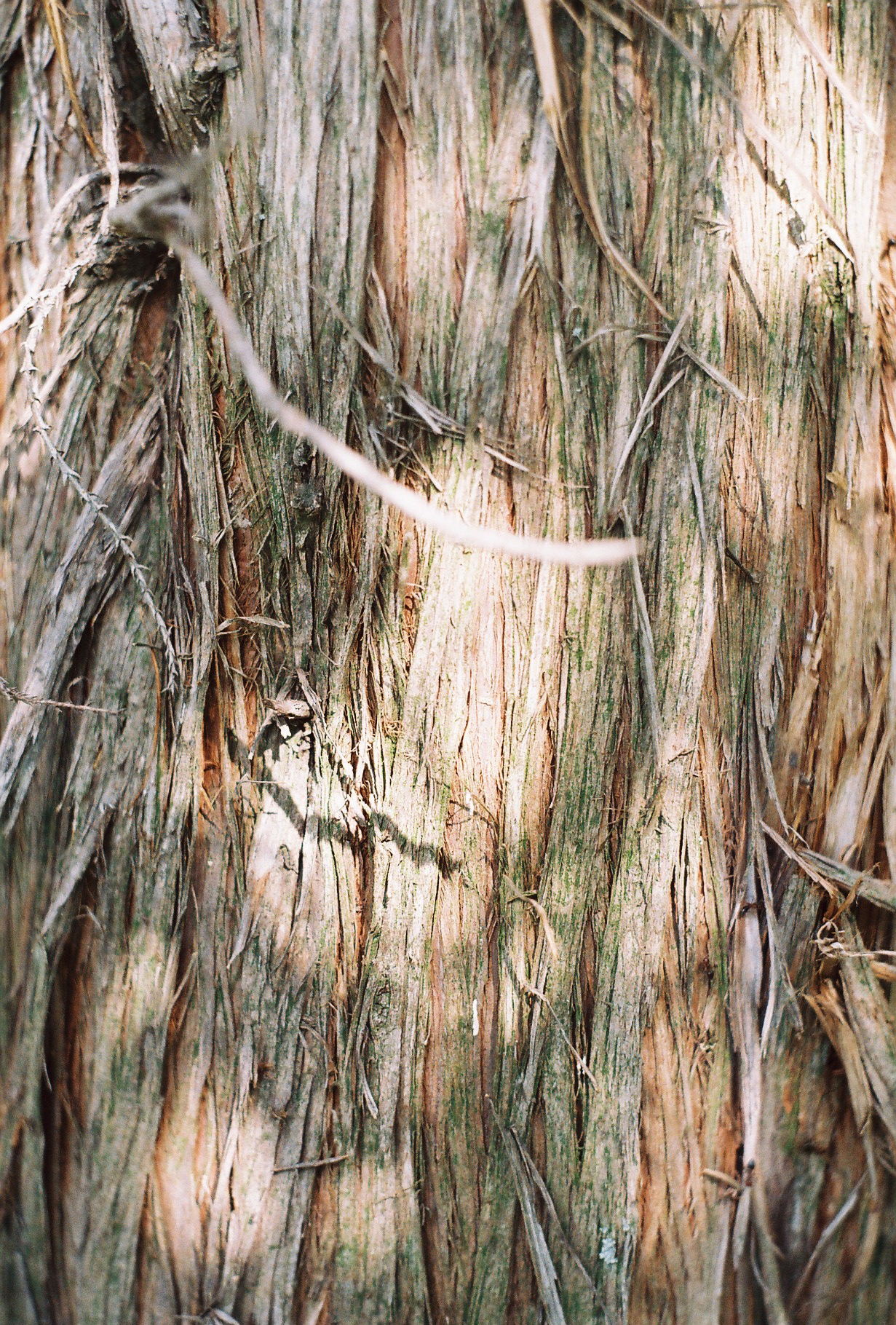
Borke des Griechischen Wacholders

### Vegetative Merkmale
Der Griechische Wacholder wächst als immergrüner Baum, der Wuchshöhen bis zu 20 Meter erreicht oder als aufrechter bis niederliegender Strauch. Die Baumkrone ist bei jungen Bäumen kegelförmig angelegt und entwickelt sich später zu einem breiten und offenen Habitus. Die hellbraune Borke löst sich in schmalen Streifen vom Stamm. Die stielrunden und dünnen Zweige erreichen einen Durchmesser von nur 0,6 bis 0,8 Millimeter.

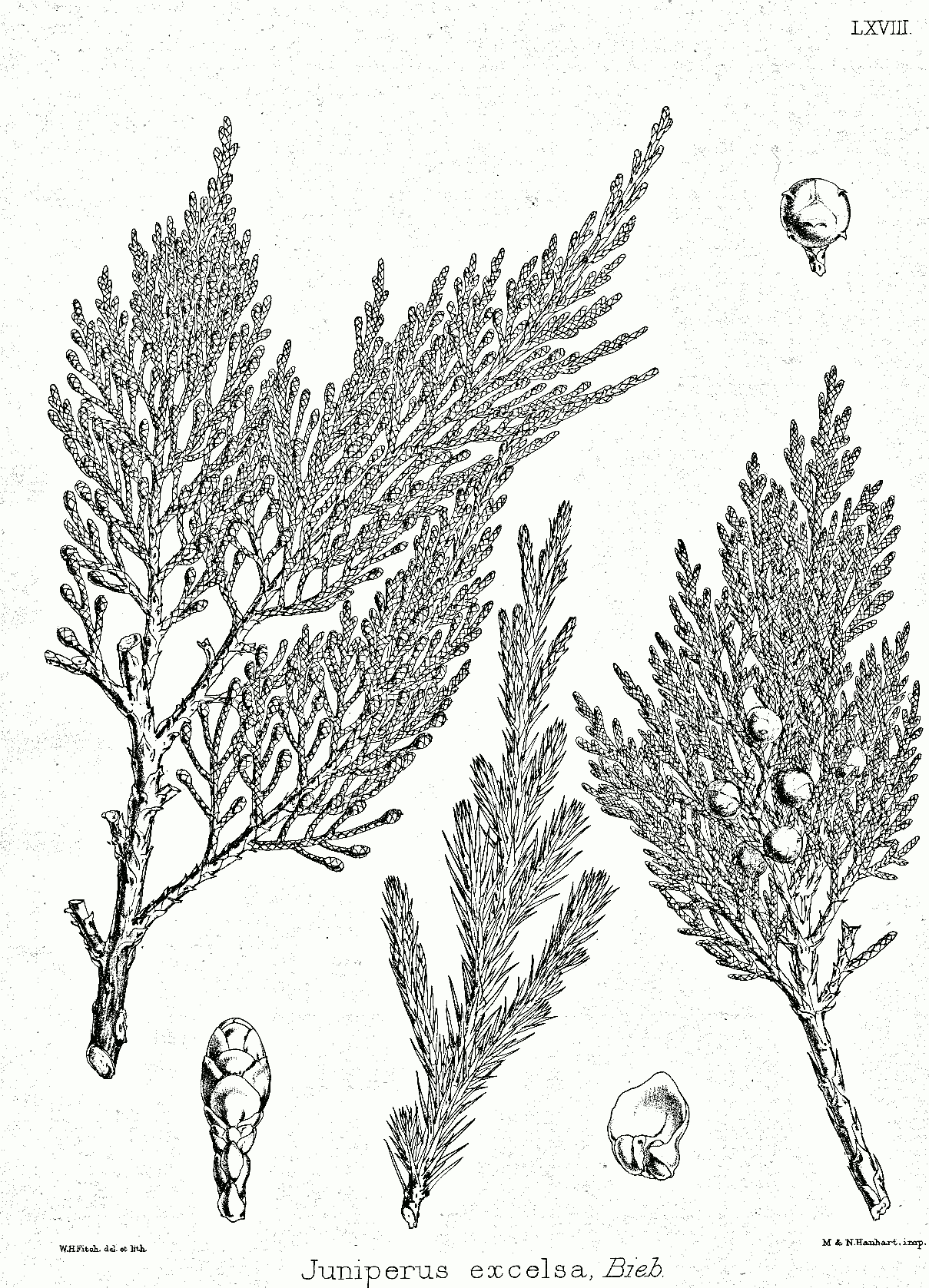
Illustration von Juniperus excelsa mit Blattwerk, Knospen und Zapfen

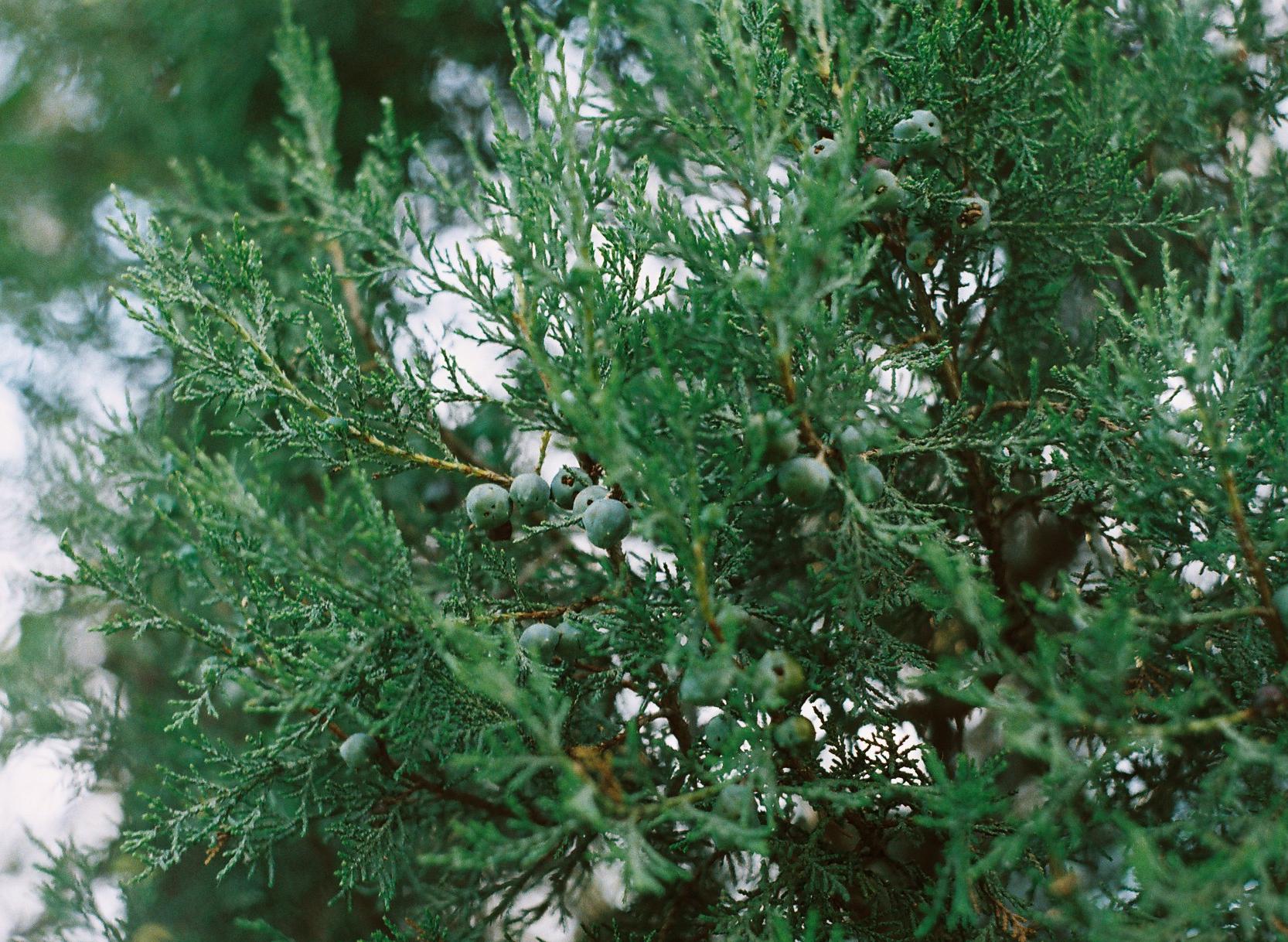
Griechischer Wacholder (Juniperus excelsa)

Die nadelförmigen Blätter juveniler Bäume weisen eine Länge von 5 bis 6 Millimeter auf. Die schuppenartigen Blätter ausgewachsener Bäume sind an den Endverzweigungen 0,6 bis 1,1 mm lang und 0,4 bis 0,8 mm breit. Sie zeigen eine eiförmig-rhombische Gestalt, sind den Zweigen fest angedrückt, spitz und besitzen auf der Blattrückseite eine zentrale eiförmige oder linealische Harzdrüse. Die Blattränder sind ganzrandig.

### Generative Merkmale
Der Griechische Wacholder ist sowohl einhäusig (monözisch) als auch zweihäusig (diözisch) getrenntgeschlechtig. Die kugeligen Samenzapfen haben einen Durchmesser von 8 Millimeter. Sie reifen im zweiten Jahr, sind kugelförmig, leicht bereift und im reifen Zustand dunkel purpurlich-braun. Ein Zapfen enthält vier bis sechs Samen.

## Vorkommen
Das Verbreitungsgebiet reicht vom östlichen Mittelmeergebiet (Albanien, Süd-Bulgarien, Mazedonien, Nord-Griechenland, Anatolien, Zypern, Libanon) über die Schwarzmeerregion (Halbinsel Krim, Kaukasusregion) bis zum Elburs-Gebirge im Süden des Kaspischen Meeres. Seine Höhenverbreitung reicht von 100 bis 1000 Meter auf der Krim und bis 2300 Meter im Kaukasus und in der Türkei.
Seine Bestände bilden in mehreren Gebirgen die Baumgrenze. Seine Vorkommen werden durch Jahresniederschläge zwischen 500 und 1000 mm bestimmt. Er kommt hauptsächlich an steinigen Felshängen auf kalkhaltigem oder kalkarmem Untergrund vor und kommt dort in Reinbeständen, gemischt mit anderen Koniferen wie dem Stinkenden Wacholder oder in Sekundärbeständen mit strauchförmigen Eichen vor. Weiter im Osten wird die Art vom nahe verwandten Juniperus polycarpos abgelöst, der an noch extremere Klimabedingungen angepasst ist.

## Systematik
Der Griechische Wacholder (Juniperus excelsa M.Bieb.) wird in der Familie der Zypressengewächse (Cupressaceae) innerhalb der Gattung Juniperus in der Sektion Sabina geführt. Er wurde von Marschall von Bieberstein im Jahre 1798 im Tableau des provinces situées sur la côte occidentale de la mer Caspienne entre les fleuves Terek et Kour erstbeschrieben.
Folgende Synonyme werden unter anderen angeführt: Juniperus lycia Pall., Juniperus isophyllos K.Koch, Juniperus olivieri Carrière, Juniperus aegaea Griseb. und Juniperus taurica (Pall.) Lipsky (non Lindl.)
Der in anderen Quellen als Unterart Juniperus excelsa subsp. polycarpos (K.Koch) Takht. gesehene Wacholder wird hier als Art Juniperus polycarpos K.Koch geführt.

## Gefährdung und Schutzmaßnahmen
Der Griechische Wacholder ist in Teilen seines Verbreitungsgebiets häufig und erscheint daher nicht gefährdet. Die  IUCN führt ihn in ihrer Roten Liste gefährdeter Arten dementsprechend mit „Least Concern“.
Die bulgarischen, griechischen und zyprischen Bestände werden mit der Fauna-Flora-Habitat-Richtlinie Nr. 92/43/EWG in der aktualisierten Fassung vom 1. Januar 2007 der Europäischen Union (FFH-RL) Anhang 1 durch geforderte Schutzgebietausweisungen, denen Wacholderarten angehören, geschützt.